# Șanț (fortificație)

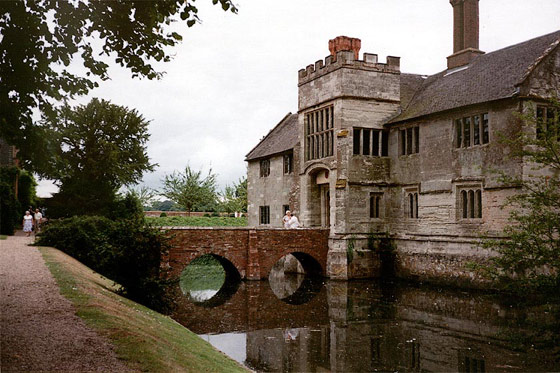
Moșie înconjurată de șanț (Anglia).

Un șanț este un canal adânc și lat, de obicei plin cu apă, care înconjoară o structură, o așezare, un castel, o cetate sau un oraș, prevăzându-i o linie preliminară de apărare.